# Marcus & Martinus
Marcus & Martinus est un duo norvégien de musique pop. Il est constitué des jumeaux Marcus et Martinus Gunnarsen, nés le 21 février 2002 à Elverum (Norvège).
À la suite de leur victoire au Melodifestivalen 2024, ils représentent la Suède au Concours Eurovision de la chanson 2024 avec leur chanson Unforgettable.

## Biographie
Nés le 21 février 2002 à Elverum (Norvège), Marcus et Martinus Gunnarsen sont deux jumeaux norvégiens. Ils ont grandi dans une petite ville nommée Trofors dans le comté de Nordland. Ils ont une petite sœur, du nom d'Emma, qui fait également de la musique.
Dès petit, ils adorent chanter et danser. À l'âge de 9 ans, ils écrivent leur première musique To dråper vann, et en 2012 ils participent à la onzième saison du Melodi Grand Prix Junior 2012, qu'ils vont gagner en chantant ce titre. Ce succès va permettre aux jumeaux norvégiens de se faire connaître[source insuffisante].

En 2015, ils signent un contrat avec Sony Music. Leur premier album, sortant la même année, se nomme Hei. La chanson Elektrisk devient la chanson la plus vue de Norvège sur Youtube cette année-là. En 2023 elle devient la 1ère chanson norvégienne à dépasser les 100 millions d'écoutes sur Spotify. 47 %  des streams provenant de la Suède, et 34 % de la Norvège.

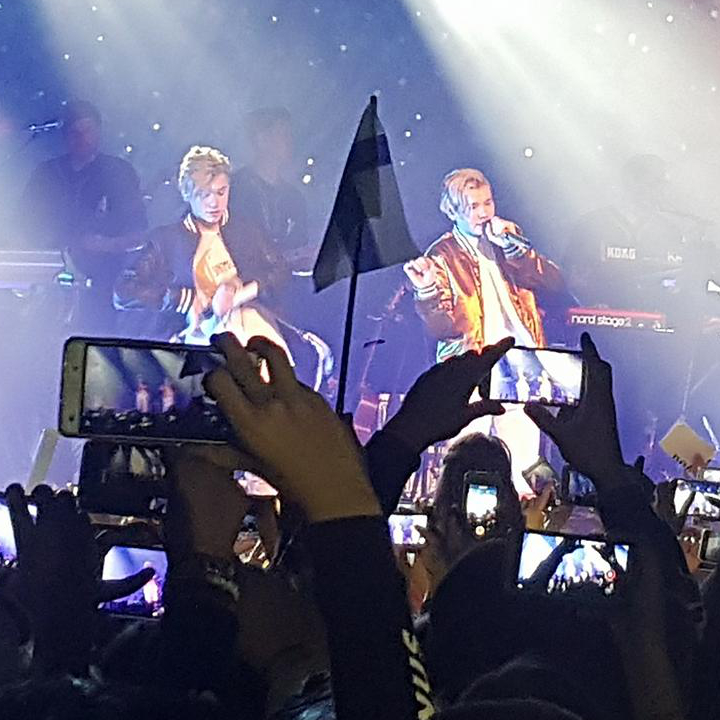
De gauche à droite : Martinus et Marcus durant un concert lors de leur tournée "Moments tour"

En 2016, ils sortent un album entièrement en anglais Together. Leur première chanson en anglais Girls réalisée avec le duo Madcon est arrivée au Top 50[réf. nécessaire]. En 2017, ils sont nommés pour être les porte-paroles de la Norvège à l'Eurovision 2017. Cette année là ils sortent leur album Moments et gagne le prix Spelleman en tant qu'« Artiste de l'année ».
Cette même année, ils diffusent leur premier film dans les cinémas scandinaves, "Sammen On Drommen[source secondaire nécessaire]".
Ils ont chanté pour les 37 ans de la princesse Victoria de Suède en 2017, puis pour ses 43 ans en 2023.
En 2019 ils sortent un EP, Soon. La même année, ils signent un contrat avec Universal Music Sweden. Ils doublent également les voix de Gus et Cooper pour la version norvégienne du film Le Parc des merveilles.
En 2022 ils participent à la version suédoise de l'émission Mask Singer dont ils remportent la finale.  

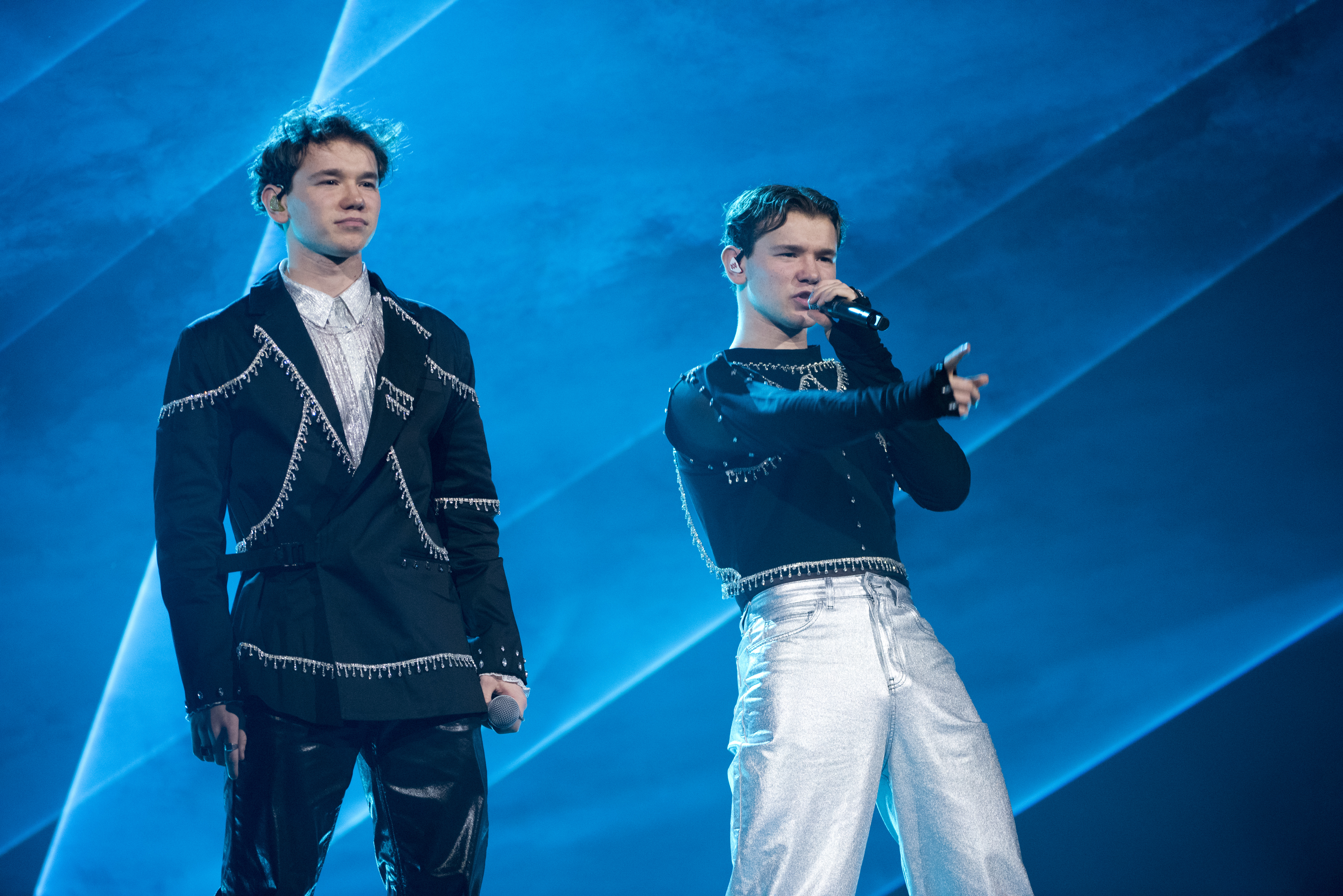
Marcus & Martinus performant Air au Melodifestivalen 2023.

En 2023, ils participent au Melodifestivalen 2023, le concours national qui permet de choisir le représentant suédois au Concours Eurovision de la chanson. Ils sont qualifiés pour la finale, qui a lieu le 11 mars. À l'issue de celle-ci, ils terminent en deuxième position, derrière Loreen.
A la fin de l'année 2023 ils annoncent leur nouvelle tournée intitulé « We are not the same » qui commence le 26 janvier 2024 au Danemark. 

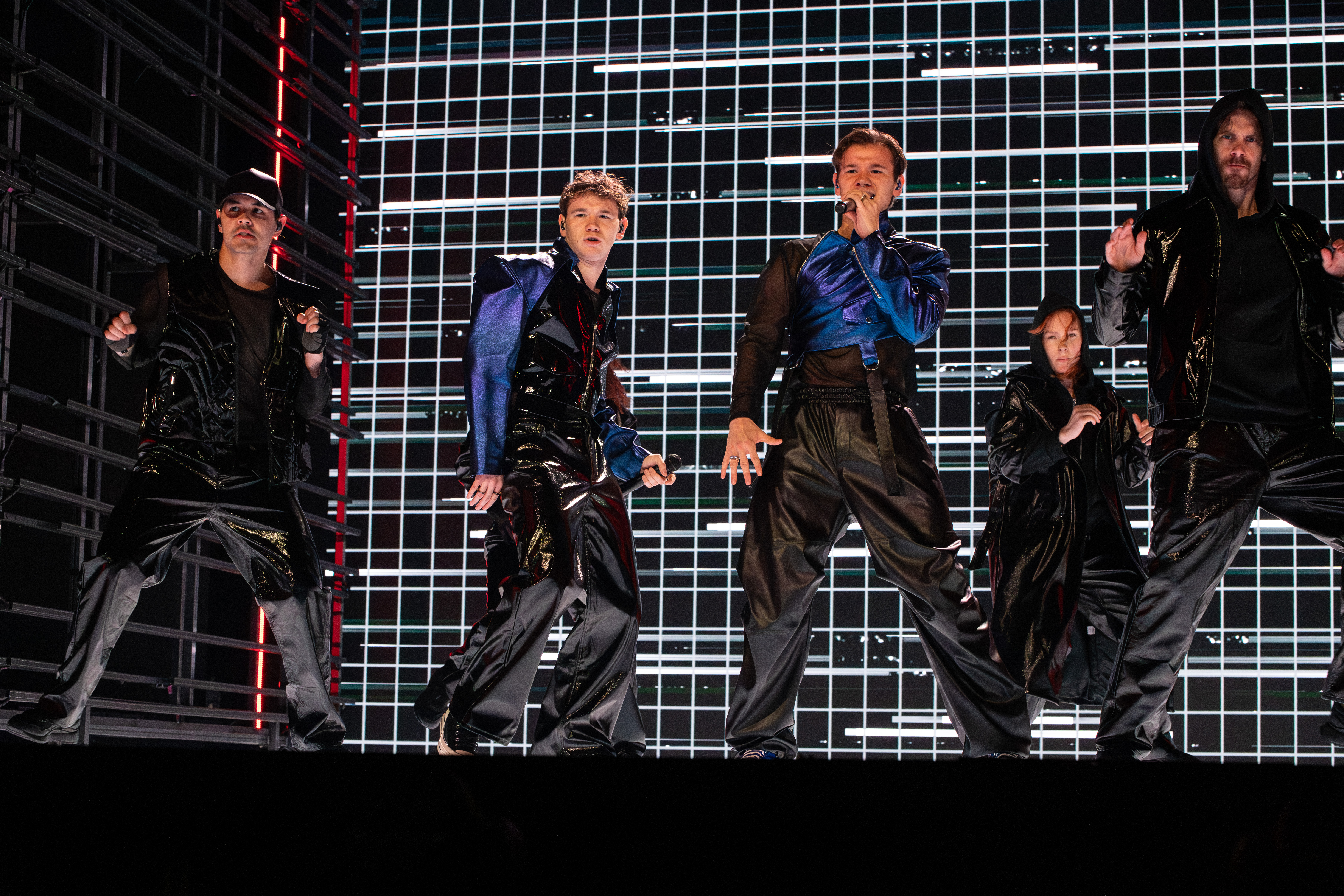
Marcus & Martinus performant Unforgettable au Melodifestivalen 2024.

Ils annoncent également leur retour au Melodifestivalen auquel ils participent à nouveau en 2024, avec leur chanson Unforgettable.
Après leur qualification lors de la cinquième demi-finale, le 2 mars 2024 à Karlstad, ils remportent la finale du 9 mars devant Medina et Smash Into Pieces, et deviennent ainsi les représentants de la Suède au Concours Eurovision de la chanson 2024. Ils finissent 9e avec un total de 174 point, avec 125 point du jury (8e place) et 49 point du public (11e place).
Le 31 mai 2024, ils sortent leur nouvel album intitulé Unforgettable qui est composé de 11 chansons.  

## Vie privée
Marcus est en couple avec Nora Gartland depuis le 1er août 2022

## Discographie

### Album
- 2015 : Hei

- 2016 : Together[19]
- 2017 : Bae (Remixes) (EP)
- 2017 : Moments[20]
- 2019 : Soon (EP)
- 2024 : Unforgettable

### Single
2012:
- To dråper vann (titre créé dans le cadre de leur participation au Melodi Grand Prix Junior 2012)

2013:
- Leah

2014:
- Du
- Smil

2015:
- Plystre på deg
- Elektrisk (feat. Katastrofe)
- Ei som deg (feat. Innertier)
- Alt jeg ønsker meg

2016:
- Na Na Na
- Girls (feat. Madcon)
- Heartbeat
- I Don't Wanna Fall in Love
- Light It Up (feat. Samantha J)
- One More Second
- Go Where You Go
- Together
- Bae

2017:
- Hey You
- Without You
- Like It Like It (feat. Silentó)
- First Kiss
- Dance With You
- Make You Believe in Love
- One Flight Away
- Never (feat. OMI)

2018:
- Remind Me
- Invited

2019:
- Pocket Dial

2020:
- Love You Less
- It's Christmas Time

2021:
- Belinda (feat. Alex Rose)
- Miserabel (Stig Brenner feat. Larsiveli, Unge Ferrari & Marcus & Martinus)
- Feel (feat. Bruno Martini)

2022:
- When All the Lights Go Out
- Wicked Game
- Gimme Your Love (feat. MEDUN)

2023:
- Air (titre participant au Melodifestivalen 2023)
- 247365
- Christmas to Me

2024:
- We Are Not the Same (feat. bbno$)
- Unforgettable (titre représentant la Suède au Concours Eurovision de la chanson 2024)
- Another Life

2025:
- Wonder
- Endless Summer